# قریش (سوره)
قریش صد و ششمین سوره قرآن بر اساس ترتیب مصحف عثمانی است که با موضوع یادآوری برخی نعمت‌های الهی به قریش و دعوت از آنان به پرستش خدای یگانه، در شهر مکه نازل شده‌است. ایلاف و ایلاف قریش از دیگر نام‌های این سوره است. این سوره مشتمل بر پنج آیه است که برخی دو آیهٔ آخر آن را یکی دانسته و در نتیجه تعداد چهار آیه برای آن گزارش کرده‌اند. تمام قراء و اغلب مفسران این سوره را مکی می‌دانند. از جهت ترتیب نزول، این سوره طبق نظر محمدهادی معرفت، از قرآن پژوهان شیعه، بر مبنای روایت ابن‌عباس، بیست و نهمین سوره‌ای است که بر محمد پیامبر اسلام نازل شده‌است.
در این سوره از ایلاف (به معنای همبستگی) قبیله قریش، قبیله مسلط شهر مکه، یاد شده‌است که در سفرهای تجاری قریشیان به سرزمین‌های یمن و شام، این همبستگی قوی‌تر می‌شد. ثبات مکه در واقع مبتنی بر حفظ توازن قدرت میان ائتلاف‌های رقیب از قبیله قریش بود. مفسران در بیان اینکه چگونه قریش از گرسنگی و ناامنی محفوظ هستند، تفسیرهای متفاوتی متصور شده‌اند؛ از جملهٔ این موارد می‌توان به امنیت راه‌ها برای تجارت این قبیله اشاره کرد که به سبب بزرگی جایگاه آنها در نزد قبایل عرب، حتی راهزن‌ها، بوده‌است. همچنین امنیت شهر مکه در مراجعت قبایل مختلف به این سرزمین از دیگر دلایل این تعبیر یاد شده‌است. در نهایت، خداوند از قریش به جهت این دو نعمت، توقع عبادت خویش را دارد.
مفسران قرآن، در یکی بودن دو سورهٔ قریش و فیل، دچار اختلاف شده‌اند و در این بین، گروهی این دو سوره را یک سورهٔ واحد و گروه دیگر این دو را جدای از هم می‌دانند. بر اساس گزارشی که در منابع اهل سنت موجود است، در قرآنی که ابی بن کعب، از صحابهٔ محمد، پیامبر اسلام، نوشته بود، بین این دو سوره، «بسم الله الرحمن الرحیم» وجود نداشت. با این وجود بر اساس روایتی در منابع سنی، به وجود بسم الله بین این دو سوره در قرآن ابی بن کعب تصریح شده‌است. در میان منابع شیعی نیز طبرسی روایتی مرفوع را از محمدباقر و جعفر صادق، امامان پنجم و ششم شیعه امامیه، گزارش می‌کند که بر اساس آن دو سوره فیل و قریش یکی هستند. ابن کثیر به نقل از محمد بن جریر طبری و همین‌طور ابن عاشور -از مفسران اهل سنت- از اجماع مسلمانان در منفصل بودن این دو سوره یاد کرده‌اند. در این خصوص فتوایی فقهی از جمعی از فقهای شیعه گزارش شده‌است که قرائت دو سوره قریش و فیل به تنهایی در نماز کفایت نخواهد کرد.
پیرامون اختلاف در قرائت سوره نیز، در بین کتاب‌های تفسیر جز در دو واژهٔ ایلاف و رحلة اختلافی گزارش نشده‌است. برخی واژه «لِإِیلافِ» را به شکل «لِإِلَافِ» قرائت کرده‌اند. همچنین با وجود قرائت کلمهٔ «رِحْلَةَ» به کسره، ابوالسمال آن را به ضمه خوانده‌است. بر اساس روایتی از پیامبر اسلام، کسی که سوره قریش را بخواند به ازای هر یک از کسانی که گرد کعبه طواف کرده یا در آنجا معتکف شده‌اند، ده حسنه به او می‌دهند.

## نام‌ها
به گزارش ابن عاشور، مفسر سنی مذهب، نام این سوره در مصحف عثمان، «قریش» ذکر شده‌است و دلیل این نام‌گذاری، استفاده از واژه قریش، تنها در این سوره از قرآن است. همچنین از «ایلاف قریش» به عنوان نام قدیمی این سوره یاد می‌شود. ابن کثیر، مفسر سنی مذهب، سوره را با نام «لایلاف قریش» گزارش کرده‌است.
راغب اصفهانی، لغت‌شناس اهل سنت، گزارش می‌کند که واژهٔ «إیلَافِ»، مصدر ثلاثی مجردش «إلف» و باب افعال از ریشهٔ «آلف» بوده و معنای آن اجتماع، انس، همبستگی و الفت است. راغب بر این باور است که این واژه در ابتدا «الاف» بوده که لام آن به یاء مبدل شده‌است. از دیگر معانی این کلمه، معنای «مؤالفة» به معنای پیمان و عهد است که به اعتقاد مکارم شیرازی از مفسران شیعه، به جهت عدم همخوانی این معنا با مصدر باب افعال، صحت این معنا، دور از نظر است. بانو امین، مفسر شیعه، معنای «به حقارت به جایی بردن کسی» را برای واژهٔ «ایلاف» عنوان کرده‌است.
واژهٔ «قُرَیْشٍ» با ریشهٔ «ق‌رش»، نام قبیله و دودمان محمد است که همگی از نسل نضر بن کنانه — با نام مستعار قریش — و به نقلی فهر بن مالک بن نصر بودند. محمدتقی شریعتی، مفسر شیعی و عمر رضا کحاله، تاریخ‌شناس سنی‌مذهب، دربارهٔ وجه تسمیهٔ قریش به این نام، چهار احتمال را مطرح کرده‌اند؛ اول به جهت کسب و کار قریش، دوم به جهت جمع شدن و همبستگی آنان، سوم به جهت وظیفهٔ آنان در ایام حج — که تفتیش حاجیان بود — و چهارم، اقتباس از نام یکی از جانوران بزرگ دریایی. به گفتهٔ شریعتی، این چهار معنا همگی از معانی واژهٔ قریش است.

## محتوا و ساختار
این سوره مشتمل بر ۵ آیه است ولی اکثریت مفسرین اهل سنت آیاتش را ۴ عدد و دو آیهٔ آخر را یکی دانسته‌اند. سوره قریش ۹۰ حرف و ۱۷ کلمه دارد. این سوره، در ارتباط با سورهٔ فیل عنوان شده‌است و بر اساس محتوای آن، حبشیان، به کعبه تهاجم کردند و بر اثر این تهاجم، با عذابی الهی از بین رفتند. بعد از آن خدا در این سوره از نعمت‌های اعطاء شده به قریش یاد می‌کند. مکارم شیرازی، مفسر و مترجم شیعه، متن و ترجمه سوره را چنین گزارش کرده‌است:

﴿‏بِسمِ الله الرَّحمنِ الرَّحیمِ، لایلَفِ قُرَیْشٍ﴾ ۱ ﴿إِلَفِهِمْ رِحْلَةَ الشتَاءِ وَ الصیْفِ﴾ ۲ ﴿فَلْیَعْبُدُوا رَب هَذَا الْبَیْتِ﴾ ۳ ﴿الَّذِی أَطعَمَهُم مِّن جُوعٍ وَ ءَامَنَهُم مِّنْ خَوْفِ﴾ ۴
﴿به نام خداوند بخشندهٔ مهربان. [مجازات اصحاب فیل] به خاطر این بود که قریش [به این سرزمین مقدس] الفت گیرد﴾ ۱ ﴿الفت آنها در سفرهای تابستانه و زمستانه﴾ ۲ ﴿پس [به شکرانه این نعمت بزرگ] باید پروردگار این خانه را عبادت کنند﴾ ۳ ﴿همان کسی که آنها را از گرسنگی نجات داد و از ناامنی رهایی بخشید) ۴
ابوالفتوح رازی، مفسر شیعی، در ترجمه این سوره آورده‌است:
﴿به نام خدای بخشاینده بخشایشگر، برای نگاهداشت قریش) ۱ ﴿و خفارت ایشان دررفتن زمستان و تابستان﴾ ۲ ﴿بپرستی خداوند این خانه را﴾ ۳ ﴿آن‌که طعام داد شما را از گرسنگی و ایمن کرد از ترس) ۴
امید مجد، مترجم و شاعر ایرانی، در ترجمهٔ سورهٔ قریش به نظم، چنین سروده‌است:
| سرآغاز گفتار، نام خداست   |  | که رحمت‌گر و مهربان خلق راست |
| چنان کرد با ابرهه کردگار  |  | که قوم قریش الفت آرد به کار |
| چنان الفتی تا بماند بجا   |  | به هنگام صیف و زمان شتا     |
| پرستید پس رب این خانه را  |  | که چون جوع آمد بداد او غدا  |
| به هنگام ترس و به وقت خطر |  | بفرمودشان ایمن از بیم شر    |

## قرائت
بیشترِ قاریان، آیهٔ اول را «لِإِیلافِ قُرَیْشٍ» (مصدر رباعی ألَفَ) قرائت کرده‌اند؛ ولی ابن عامر، از قاریان هفتگانه سنی‌مذهب، آن را «لِإِلَافِ» بر وزن فعال (مصدر ثلاثی ألِفَ) قرائت نموده‌است. این اختلاف در واژه «إِیلَافِهِمْ» وجود ندارد. در کلمهٔ «رِحْلَةَ» نیز همهٔ قاریان به کسر راء (که مصدر باشد) قرائت کرده ولی ابوالسمال به ضم راء — اشاره به جهتی که رحلت به آن سمت صورت گرفته‌است — گزارش کرده‌است.

## دربارهٔ قبیلهٔ قریش
به گفتهٔ چیز رابینسون، شهر مکه و قبیلهٔ مسلط بر آن، قریش، همبستگی بسیار بالایی داشت که در واقع، مبتنی بر توازن قدرت میان ائتلاف‌های رقیب قبیله و نه انسجام درون قبیله‌ای بود. به گزارش کحاله، تاریخ‌نویس سنی مذهب، قبیلهٔ قریش از دو بخش بزرگ تشکیل می‌شد؛ «قریش البطاح» مجموعه قبایلی با رهبری کعب بن لوی — شامل قبایل: بنو عبدمناف، بنو عبدالعزی، بنو عبدالدار، بنو زهره، بنو تمیم، بنو مخزوم، بنو جمع، بنو سلیم، بنی عمرو بن محیص و بنو عدی بن کعب — و دیگری «قریش الظواهر» مجموعه قبایلی با رهبری عامر بن لوی بن یخلد بن النضر — که دو قبیله الحارث و مالک را شامل می‌شود —.
جاده باستانی عود مسیر تجاری بود که با عبور از شبه‌جزیره عربستان تجارت آسیا و آفریقا را مرتبط می‌کرد. این مسیر از مدینه گذر می‌کرد که فاصلهٔ قابل ملاحظه‌ای از مکه داشت. با این حال، تجارت مهم‌ترین منبع درآمد اهالی مکه به‌شمار می‌رفت. در زمان محمد، مکه به یکی از مراکز تجاری عربستان تبدیل شده و قبیله قریش بر امور این شهر مسلط بود. حتی محمد پیش از نبوت در زمرهٔ تاجران محسوب می‌شد. همچنین شراکت تجاری جنبهٔ مهمی از همکاری اقتصادی بین قبیلهٔ قریش و قبیلهٔ ثقیف در طائف بود. ابوسفیان به همراه جمعی از مردان قریش با سرزمین ایران تجارت می‌کرد. به گزارش کحاله، سفرهای تجاری قریش به دو مقصدِ شام و یمن صورت می‌گرفت. دیگر مقصد سفرهای تجاری قریش، حبشه بود و در مکه نیز تجارت‌هایی صورت می‌گرفت. ویلیام مونتگومری وات در این خصوص می‌نویسد؛ جغرافیای تجاری قریش که آن را به صورت انحصاری به دست آورده‌بودند، بین اقیانوس هند و آفریقای شرقی و مدیترانه بود. کاروان‌های تجاری قریش زمستان‌ها به یمن و تابستان‌ها به غزه و دمشق سفر تجاری می‌کردند. پیروزی قریش در جنگ فُجار — که علیه هوازن و ثقیف صورت گرفت — برای این قبیله مسیرهای نجد را برای تجارت به ارمغان آورد. قریش به یکجانشینی شهره بودند و منافع تجاری برای آنان در درجه اول قرار داشت اما آنها تلاش می‌کردند رقابت‌های تجاری باعث از هم گسستگی و برهم خوردن اتحادشان نشود.

## شأن نزول و ترتیب
بنابر قول اکثر مفسران، این سوره مکی است؛ ابن عطیه، مفسر اهل سنت، مکی بودن این سوره را اجماعی دانسته‌است؛ اما با این وجود، ضحاک و ابن سائب، دو مفسر اهل سنت، این سوره را مدنی می‌دانند. طبرسی، مفسر شیعی نیز به مکی بودن سوره در نزد قراء اشاره دارد و اختلاف در محل نزول آیات سوره را منحصر در آیهٔ آخر سوره می‌داند. ابن عاشور، مفسر سنی‌مذهب، این سوره را بیست و نهمین سورهٔ نازل شده می‌داند و نزولش را بعد از سورهٔ تین و قبل از سورهٔ قارعه بیان می‌کند. بر اساس ترتیب نزول مشخص‌شده توسط محمدهادی معرفت، از پژوهشگران شیعی، که بر مبنای روایت ابن‌عباس تدوین شده، سورهٔ قریش بیست و نهمین سورهٔ نازل‌شده بر محمد است که ترتیب نزول آن بعد از سوره تین و قبل از سوره قارعه است. در مصحف عثمان صد و ششمین سورهٔ قرآن است و قبل از سورهٔ ماعون و پس از سورهٔ فیل جای گرفته‌است. به گزارش منابع شیعه، این سوره در قرآن، به دنبال سورهٔ فیل آمده و در آن بر قریش منت گذاشته شده‌است که خدا در ماجرای دفاع از مکه در مقابل سپاهیان ابرهه، با حمایت و دفاع از مکه، سبب شد تا قریش در نزد دیگران مورد احترام قرار گیرند و بتوانند با امنیت کامل، کوچ تابستان و زمستان خود را برای تجارت انجام دهند. سپس دعوت به توحید و پرستش پروردگار کعبه شده‌است.

### رابطهٔ سوره‌های فیل و قریش
به گزارش مکارم شیرازی، مضمون دو سورهٔ فیل و قریش، با هم نوعی ارتباط دارند و به همین جهت در اتحاد این دو سوره اختلاف‌هایی گزارش شده‌است. اندلسی از مفسران سنی می‌نویسد؛ مفسرانی که دو سورهٔ فیل و قریش را یک سوره به حساب آورده‌اند، برای این دو سوره شأن نزول یکسانی را ذکر کرده‌اند. علی بن ابراهیم قمی، مفسر شیعی نیز در تفسیر خویش آورده‌است که این سوره دربارهٔ قریش نازل شده‌است. طباطبایی، مفسر شیعی به نقل از گروهی از مفسران در معنای سوره آورده‌است که خدا بلایی را بر سر اصحاب فیل آورد تا قریش در مکه بماند یا دوباره به شهر بازگردد و مکه به این سبب تعظیم شود و محمد -پیامبر اسلام- در این شهر تولد بیابد و به نبوت مبعوث گردد. بر اساس گزارشی که در منابع اهل سنت موجود است، در قرآنی که ابی بن کعب، از صحابهٔ محمد، نوشته بود، بین این دو سوره آیه «بسم الله الرحمن الرحیم» وجود نداشت. همین‌طور در گزارشی دیگر از عمرو بن میمون، از راویان حدیث اهل سنت، نقل شده‌است که عمر بن خطاب در هنگام قرائت نماز، دو سورهٔ فیل و قریش را پشت سر هم و بدون بسم الله خوانده‌است. با این وجود طباطبایی گزارش می‌کند که در منابع دیگری از اهل سنت، به وجود «بسم الله الرحمن الرحیم» بین این دو سوره در قرآن ابی بن کعب تصریح شده‌است. ابن کثیر به نقل از محمد بن جریر طبری و همین‌طور ابن عاشور — که هر سه از مفسران اهل سنتند — از اجماع مسلمانان در منفصل بودن این دو سوره یاد کرده‌اند. ابوحیان اندلسی، مفسر و نحوی اهل سنت بر فرض اینکه دو سورهٔ فیل و فریش یکی باشند، «لإیلَافِ» را متعلق به یک «اعجبوا» مضمره می‌داند و سوره را این گونه معنا می‌کند که «تعجب است از انس و همدلی قریش، همدلی‌ای که در کوچِ زمستانه و تابستانه مشهود است و سبب شده‌است که عبادت پروردگار این خانه، ترک شود.»
طبرسی، مفسر شیعه از جعفر صادق، امام ششم شیعه، نقل می‌کند که «دو سوره را در یک رکعت نماز نمی‌توان جمع کرد مگر سوره ضحی و الم نشرح، و الم تر کیف و لایلاف قریش را.» آن دسته از مفسران شیعه که بین این دو سوره، مدعی اتحاد هستند؛ به روایتی ضعیف و مرفوع از محمد باقر یا جعفر صادق، امام پنجم یا ششم شیعه، استناد می‌کنند که بر اساس این روایت، دو سورهٔ قریش و فیل یک سوره به‌شمار می‌روند. اما طباطبایی با استناد به روایتی که محمد از نزول سوره‌ای خاص برای قریش خبر می‌دهد، جدا بودن این سوره از سورهٔ قبل از خودش را نتیجه گرفته‌است. در این بین، آن دسته از شیعیانی که به یکی بودن این دو سوره معتقد شده‌اند، استنادشان به سه روایتی است که به یکی بودن این دو سوره اشاره دارند. به گفتهٔ طباطبایی، این احادیث که از قول جعفر صادق، نقل شده‌اند؛ دچار ضعف در سند، فقدان صراحت در وحدت دو سوره و بیان حکم شرعیِ جواز قرائتِ دو سورهٔ فیل و قریش در نماز است. همچنین طباطبایی وجود بسم الله در بین این دو سوره را به تواتر ثابت می‌داند. بنابر فتوای گروهی از فقهای شیعه، خواندن سورهٔ قریش به تنهایی در نماز صحیح نیست و لازم است قبل از آن سورهٔ فیل نیز قرائت شود. بانو امین، فقیه و مفسر شیعه، در توجیه این فتوا آورده‌است که هر سوره‌ای که در نماز قرائت می‌شود، باید مستقل در مطلب باشد و بین دو سورهٔ فیل و قریش، ارتباط معنایی وجود دارد و به تنهایی معنای مستقلی ندارند.

## تفسیر

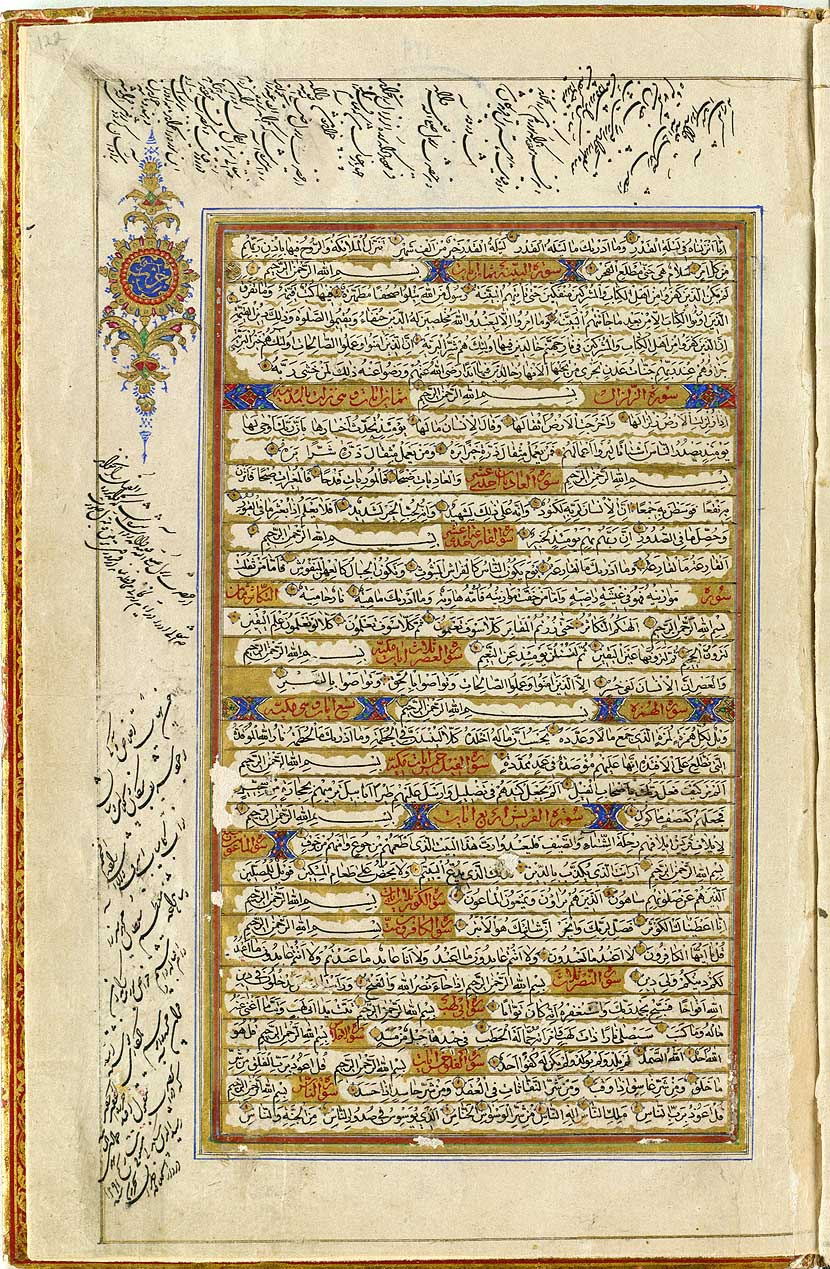
تصویری از قرآنی خطی مربوط به سال ۱۸۷۴ میلادی که «سوره قریش» در آن با نام «قریش» و چهار آیه نشانه‌گذاری شده‌است.

### آیه اول و دوم
ابن جریر طبری، مفسر سنی مذهب، «لام» ابتدای آیه را «لام تعجب» دانسته‌است و معنای آیه را «تعجب کنید از همبستگی قریش و نعمت‌هایی که به آنها داده‌ام» می‌داند. امین، مفسر شیعه می‌نویسند که در صورت تعجب دانستن «لام»، جار و مجرور متعلق به «اعجبوا» مقدر است. طباطبایی مفسر شیعه، لام را در صورت جدا بودن سوره قریش از فیل، «لام تعلیل» می‌داند. عبارت «ایلاف» از ماده «الف» و به وزن افعال به معنای همبستگی است. فاعل آن نیز خدا است و مفعول آن قریش است. مفعول دوم این فعل، حذف شده و قرینه آن در جمله بعد آمده‌است. کلمه «قریش»، نام عشیره و دودمان پیامبر اسلام است و همگی آنان از نسل نصر بن کنانه هستند.
در آیه دوم از سفرهای قریش یاد شده‌است. طباطبایی معتقد است که این منت، به جهت امنیتی است که کاروان‌های قریش از آن برخوردار بودند. بر این اساس، در سفرهای تجاری، کاروانیان به راهزن‌هایی برخورد می‌کردند که تنها درآمدشان از غارت کاروان‌های تجاری بود. در این بین کاروان‌های قریش به جهت مقصد یا مبدأشان — یعنی شهر مکه — مورد احترام بوده‌است و مورد تعرض راهزن‌ها قرار نمی‌گرفتند. ابن‌عباس در بیان سفرهای قریش، از سفر به یمن و بُصرَی (شهری در جنوب سوریه کنونی) یاد می‌کند. دیگران نیز از سفر به طائف در تابستان و سفر به مکه در زمستان برای تجارت گزارش‌هایی نموده‌اند. به گفته ابوحیان، مفسر اهل سنت، چهار سفر تجاری برای قریش یاد شده‌است. اصحاب ایلاف نیز چهار نفر بوده‌اند: فرزندان عبدمناف که به شام سفر می‌کردند، عبدالشمس که به حبشه تجارت می‌کرد، مطلب که به سوی یمن در سفر می‌بود و نوفل که به فارس عزیمت می‌کرد. به این افراد «مجیرین» — به معنای اداره کنندگان — گفته می‌شد. ابن کثیر، مفسر اهل سنت نیز زمان و مقصد این دو سفر مورد اشاره قرآن را، یمن در زمستان و شام در تابستان می‌داند.
کلمه «رِحْلَةَ»، حالتی است که فرد بر روی راحله — شتری که برای راهپیمایی طولانی استفاده می‌شد — نشسته باشد و منظور از رحلت قریش، سفرهای خارج از مکه آنان برای تجارت است. این سفرها غالباً دومرتبه در سال و به مقصدهای یمن و شام صورت می‌گرفته‌است. ابن عاشور، مفسر سنی گزارش می‌کند که واژه «الشتَاءِ» اشاره به فصل زمستان و واژه «الصیْفِ» نیز اشاره به فصل تابستان دارد. البته به گفته ابن‌عربی، عارف اهل سنت، این دو واژه به دو نیمه سال اشاره دارد.
علی بن ابراهیم قمی، مفسر شیعه در توضیح ایلاف قریش، می‌نویسد که معاش قریش از دو سفر تجاری (رحلت) که در تابستان و زمستان صورت می‌گرفت تأمین می‌شد. آنها از مکه پوست، محصولات دریایی و آنچه در ساحل بارگیری می‌شد را به شام منتقل می‌کردند و از آنجا حبوبات، لباس و آرد می‌خریدند و به مکه بازمی‌گشتند. این امر سبب شده بود تا الفت و همبستگی بین قریشیان حاصل شود. با بعثت محمد، مردم به شهر مکه روی آوردند و این سرزمین محلی پر رونق برای قریشیان شد و دیگر نیاز به رحلت و سفرهای تجاری نبود. البته طباطبایی، به این گفته نقد دارد و آن را با ظاهر آیه و ارتباط سوره با سوره فیل، در تعارض می‌داند. طبرسی، دیگر مفسر شیعی، معتقد است که تکرار ایلاف در آیه دوم، به جهت بیان اهمیت رحلت قریش است و به جهت خبر از نعمت‌های زیاد موجود در این دو سفر، تکرار شده‌است.

### آیه سوم
طباطبایی، مفسر شیعه و ابن کثیر، مفسر سنی معتقدند که «فاء» در آغاز آیه، یا برای رساندن مفهوم شرطیت است؛ به این بیان که شاید کسی توهم کند، برای پرستش خدای این خانه نیاز به شرایطی است که با نبود آن شرایط پرستش لازم نیست؛ که آیه در مقام پاسخ می‌گوید «به گذشته شما کاری نداریم، امروز وظیفه شما پرستش خدای خانه است.» یا برای تفصیل آمده‌است که بگوید در چه شرایطی باید خدای این خانه پرستش شود و در چه شرایطی پرستش نشود و در نهایت بگوید که خیر، باید همیشه خدای این خانه پرستش شود. ابن کثیر در توضیح این آیه و با استناد به روایتی از رسول اسلام، آورده‌است که خداوند به جهت نعمت‌هایی چون قرار دادن حرم امن و خانه‌ای مقدس برای قریشیان، از آنها توقع عبادت داشته و منظور از عبادت نیز پرستش موحدانه است. این در حالی است که قریش، به عبادت بت‌ها روی آورده بودند و تنها در مراسم حج سالانه، ذکر و یادی از خدای یگانه می‌نمودند. منظور از بیت در آیه نیز، به جهت الف و لام تعریف، بیت مخصوصی است که همان کعبه باشد. عرب‌ها در اینکه این خانه، خانه خداوند یگانه است، اتفاق داشته‌اند.

### آیه چهارم و پنجم
آیه چهارم و پنجم، از دو نعمت ظاهری اشاره دارد که به واسطه پرستش خدا در مکه به قریشیان داده شده‌است. طباطبایی، مفسر شیعه در تشریح این نعمت می‌نویسد که سرزمین مکه، در دره‌ای خشک واقع شده که نه تنها زراعت مناسبی نداشت، بلکه پرورش دام نیز در آنجا رونقی نداشته‌است. اهالی این سرزمین برای تأمین نیازهای خود مجبور به سفرهای تجاری بودند که معضل این سفرها نیز، ناامنی منطقه و راه‌ها بوده‌است؛ بنابراین خدا در این آیه، دعوت به پرستش خویش می‌کند تا این دو معضل، تبدیل به امنیت و رونق این شهر به جهت سفر زائران خانه خدا به این منطقه گردد. ابن عاشور، مفسر اهل سنت نیز مراد از امنیت را، امنیت راه برای تجارت، امنیت قبیله در مقابله با سایر طوایف عرب و امنیت شهر در مقابل سفرهای سایر ملل به آن منطقه دانسته‌است و در تشریح آن می‌نویسد که در ایام حج، حبشی‌ها از راه دریایی به وسیله کشتی و یمنی‌ها از راه زمینی به وسیله شتران، بارهای طعام فراوانی را به شهر مکه آورده و به فروش می‌رساندند. اما مکارم شیرازی، مفسر شیعه، در این باره معتقد است که این دو نعمت، با نابودی لشکریان ابرهه رخ داده‌است. ابوحیان اندلسی، مفسر اهل سنت نیز از دعای ابراهیم در حق اولادش یاد کرده و این دو نعمت را ثمره آن دو دعا می‌داند. این دو دعا در آیه ۳۷ و ۳۵ سوره ابراهیم بیان شده‌اند. رازی، مفسر سنی مذهب نیز از روایتی یاد می‌کند که بر اساس آن، پس از تکذیب نبوت محمد توسط مکیان، محمد به حق آنان نفرین کرد و آنان دچار قحطی شدند، پس از آن با درخواست مکیان و با دعای محمد برای رفع عذاب، قحطی از بین رفت. همچنین وی با اشاره به اینکه خدا اکرم الاکرمین است، چگونه به واسطه نعمتی که به قبیله ای داده‌است، آنان را مورد منت قرار می‌دهد؛ پاسخ می‌دهد که منظور از این آیه، منت‌گذاری نبوده و به جهت اصلاح و ارشاد نازل شده‌است. ابن عاشور بدلیت امنیت از خوف و گرسنگی از اطعام در آیه را اقتضاء وجود گرسنگی و خطر در شهر مکه تعبیر کرده‌است. طبرسی، مفسر شیعه، از نکره آمدن «جوع» و «خوف»، شدت گرسنگی و ترس را برداشت کرده‌است.

## فضیلت قرائت
ابن کثیر، مفسر اهل سنت، از پیامبر اسلام نقل می‌کند که سوره قریش در فضیلت قبیله قریش نازل شده‌است. در حدیثی از محمد به نقل از ابی بن کعب آمده‌است که: «کسی که سوره قریش را بخواند به تعداد هر یک از کسانی که در گرد کعبه طواف کرده، یا در آنجا معتکف شده، ده حسنه به او می‌دهند.» در تفسیر روایی البرهان، از تفاسیر شیعه، از خواص این سوره برای دفع آسیب از خوراکی‌های مشکوک به مضر یاد شده‌است.

## تجزیه و ترکیب
| شماره آیه | متن آیه                              | تجزیه و ترکیب |
| ۱         | ﴿‏بِسمِ الله الرَّحمنِ الرَّحیمِ، لایلَفِ قُرَیْشٍ﴾ | بِسمِ جار و مجرور، الله مضاف الیه، فعل و فاعل پس از آن محذوف است. الرَّحمنِ نعت برای الله، الرَّحیمِ نعت برای الله، لایلَفِ متشکل از لام تعلیل و فاعل ایلاف، خدا و مفعول اولش قریش و مفعول دومش حذف شده‌است. (لام حرف جر، ایلاف مجرور) قُرَیْشٍ مفعول ایلاف (مضاف الیه) |
| ۲         | ﴿إِلَفِهِمْ رِحْلَةَ الشتَاءِ وَ الصیْفِ﴾          | إِلَفِهِمْ بدل + هم، ضمیر ظاهری و مفعول اول ایلاف (مضاف الیه) است. رِحْلَةَ مفعول به دوم ایلافهم الشتَاءِ مضاف الیه، وَ عاطفه، الصیْفِ معطوف، تمام آیه بدل از آیه اول.                                                                                                 |
| ۳         | ﴿فَلْیَعْبُدُوا رَب هَذَا الْبَیْتِ﴾              | فَلْیَعْبُدُوا فاء رابطه، لام امر و فعل مضارع مجزوم به حذف نون، رَب مفعول به، هَذَا مضاف الیه، الْبَیْتِ بدل |
| ۴         | ﴿الَّذِی أَطعَمَهُم مِّن جُوعٍ﴾                 | الَّذِی نعت، أَطعَمَهُم فعل مضارع مبنی بر فتح + هم ضمیر مفعول به و فاعل هو مستتر، مِّن حرف جر، جُوعٍ مجرور |
| ۵         | ﴿وَ ءَامَنَهُم مِّنْ خَوْفِ﴾                    | وَ عاطفه، ءَامَنَهُم فعل مضارع مبنی بر فتح، هاء ضمیر مفعول به، فاعل هو مستتر، مِّنْ حرف جر، خَوْفِ مجرور |